# Domus Hall
Domus Hall é uma casa de shows localizada na cobertura do Manaíra Shopping em João Pessoa, capital do estado da Paraíba.
Uma grande casa de shows climatizada com requintes de Scala Rio, só que mais moderna. Na verdade, a qualidade e acabamento do empreendimento deu ao mais novo espaço de eventos artísticos da cidade, uma cara de boate gigante, ou melhor, um mega teatro para espetáculos musicais. O show de inauguração foi feito no dia 7 de novembro de 2009 com a dupla sertaneja Zezé Di Camargo & Luciano.  
No espaço, capacidade para 10 mil pessoas em pé e 4 mil sentadas. Quanto a climatização, ar-condicionados de última geração foram instalados com uma potência espetacular, não deixando ninguém no calor. Já o som da casa traz tudo o que há de melhor no mercado, inclusive internacional, com equipamentos no topo da atualidade. Se o problema é acústica, nada será ouvido fora da casa de shows, um isolamento caprichado com técnicas especiais de última linha também foi providenciado.